# 丸木唯
丸木 唯（まるき ゆい、1986年7月30日 - ）は、石川県輪島市出身の元プロ野球選手（投手）。

## 経歴
輪島実高では高校通算1勝と特筆すべき実績こそないものの、140キロを超える直球とフォークを投げるなど潜在能力の高さは早くから注目されていた。
2004年のドラフト4巡目で広島東洋カープに入団。ドラフトで指名されたことはパソコンの授業中にインターネットの速報を見て知ったという。
プロ入り後の4年間、実戦登板の機会すら得られず2008年10月10日に球団より戦力外通告を受け引退。
2009年から広島東洋カープの球団職員（経理）になる。バスの免許を取るために大型免許を取得。
2013年4月20日に吉田圭（カープOB）からの誘いで共に「鉄板焼 まるよし」を広島市にオープン。
2020年6月に「鉄板焼 まるき」と改称した。共同で経営をしていた吉田は独立して東京に戻り、同年にお好み焼き屋「さぶろく」を開店してオーナーを務めている。
2024年1月1日、地元の輪島市へ帰省していた際に能登半島地震が発生して被災。一時的に車中泊と避難所生活を送っていたことを報告している。

## 詳細情報

### 年度別投手成績
- 一軍公式戦出場なし

### 背番号
- 67 （2005年 - 2008年）